# تويوكا (هيوغو)
مدينة تويوكا (بالإنجليزية: Toyooka)‏ هي أحد المدن التابعة لمحافظة هيوغو. تأسست رسميًا في 01/04/1950. ويقدر عدد سكانها بـ 87555 نسمة حسب تقدير مكتب الإحصاء الياباني لعام 2012. تبلغ مساحة تويوكا 697.66 كم2. بكثافة سكانية تبلغ 125 نسمة/كم2.

## المناخ
يظهر الجدول التالي التغييرات المناخية على مدار السنة لتويوكا:
| البيانات المناخية لـتويوكا                          | البيانات المناخية لـتويوكا | البيانات المناخية لـتويوكا | البيانات المناخية لـتويوكا | البيانات المناخية لـتويوكا | البيانات المناخية لـتويوكا | البيانات المناخية لـتويوكا | البيانات المناخية لـتويوكا | البيانات المناخية لـتويوكا | البيانات المناخية لـتويوكا | البيانات المناخية لـتويوكا | البيانات المناخية لـتويوكا | البيانات المناخية لـتويوكا | البيانات المناخية لـتويوكا |
| الشهر                                               | يناير                      | فبراير                     | مارس                       | أبريل                      | مايو                       | يونيو                      | يوليو                      | أغسطس                      | سبتمبر                     | أكتوبر                     | نوفمبر                     | ديسمبر                     | المعدل السنوي              |
| --------------------------------------------------- | -------------------------- | -------------------------- | -------------------------- | -------------------------- | -------------------------- | -------------------------- | -------------------------- | -------------------------- | -------------------------- | -------------------------- | -------------------------- | -------------------------- | -------------------------- |
| الدرجة القصوى °م (°ف)                               | 21.4 (70.5)                | 23.0 (73.4)                | 26.7 (80.1)                | 32.2 (90.0)                | 33.9 (93.0)                | 37.2 (99.0)                | 39.3 (102.7)               | 38.6 (101.5)               | 37.9 (100.2)               | 32.4 (90.3)                | 27.2 (81.0)                | 23.1 (73.6)                | 39.3 (102.7)               |
| متوسط درجة الحرارة الكبرى °م (°ف)                   | 7.1 (44.8)                 | 7.9 (46.2)                 | 12.2 (54.0)                | 19.2 (66.6)                | 23.8 (74.8)                | 27.0 (80.6)                | 30.7 (87.3)                | 32.5 (90.5)                | 27.4 (81.3)                | 21.8 (71.2)                | 16.1 (61.0)                | 10.6 (51.1)                | 19.7 (67.5)                |
| متوسط درجة الحرارة الصغرى °م (°ف)                   | 0.1 (32.2)                 | −0.1 (31.8)                | 2.1 (35.8)                 | 6.7 (44.1)                 | 12.1 (53.8)                | 17.3 (63.1)                | 21.8 (71.2)                | 22.7 (72.9)                | 18.6 (65.5)                | 12.0 (53.6)                | 6.7 (44.1)                 | 2.2 (36.0)                 | 10.2 (50.4)                |
| أدنى درجة حرارة °م (°ف)                             | −12.5 (9.5)                | −11.1 (12.0)               | −11 (12)                   | −3.2 (26.2)                | 0.7 (33.3)                 | 6.0 (42.8)                 | 13.0 (55.4)                | 13.8 (56.8)                | 7.9 (46.2)                 | 2.0 (35.6)                 | −2.2 (28.0)                | −9.1 (15.6)                | −12.5 (9.5)                |
| الهطول مم (إنش)                                     | 239.5 (9.43)               | 196.2 (7.72)               | 148.1 (5.83)               | 99.6 (3.92)                | 128.7 (5.07)               | 155.9 (6.14)               | 180.9 (7.12)               | 127.0 (5.00)               | 225.6 (8.88)               | 161.0 (6.34)               | 167.1 (6.58)               | 197.8 (7.79)               | 2٬027٫4 (79.82)            |
| متوسط تساقط الثلوج سم (إنش)                         | 126 (50)                   | 113 (44)                   | 23 (9.1)                   | 0 (0)                      | 0 (0)                      | 0 (0)                      | 0 (0)                      | 0 (0)                      | 0 (0)                      | 0 (0)                      | 1 (0.4)                    | 44 (17)                    | 307 (120.5)                |
| متوسط أيام هطول الأمطار (≥ 0.5 mm)                  | 22.8                       | 19.2                       | 17.7                       | 12.1                       | 12.0                       | 12.5                       | 13.9                       | 10.8                       | 14.3                       | 13.6                       | 16.3                       | 20.0                       | 185.2                      |
| متوسط الأيام المثلجة                                | 18.5                       | 17.7                       | 4.9                        | 0.0                        | 0.0                        | 0.0                        | 0.0                        | 0.0                        | 0.0                        | 0.0                        | 0.1                        | 7.1                        | 48.3                       |
| متوسط الرطوبة النسبية (%)                           | 83                         | 80                         | 75                         | 70                         | 72                         | 76                         | 78                         | 75                         | 80                         | 81                         | 81                         | 81                         | 78                         |
| ساعات سطوع الشمس الشهرية                            | 68.8                       | 72.9                       | 111.1                      | 165.3                      | 182.5                      | 144.8                      | 148.1                      | 191.9                      | 118.2                      | 117.8                      | 88.8                       | 79.3                       | 1٬489٫5                    |
| المصدر #1: وكالة الأرصاد الجوية اليابانية           |                            |                            |                            |                            |                            |                            |                            |                            |                            |                            |                            |                            |                            |
| المصدر #2: وكالة الأرصاد الجوية اليابانية (records) |                            |                            |                            |                            |                            |                            |                            |                            |                            |                            |                            |                            |                            |

## معرض صور

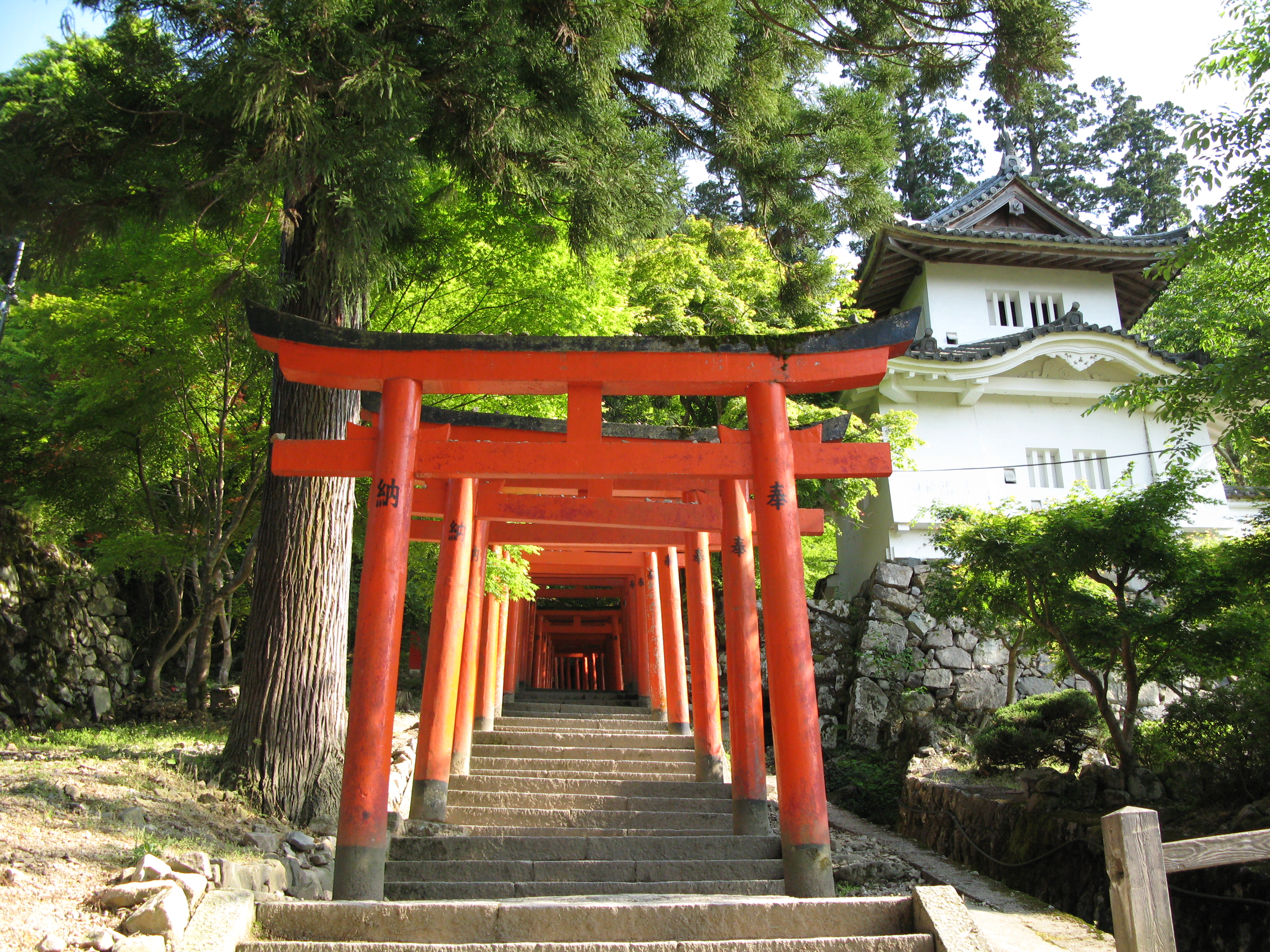
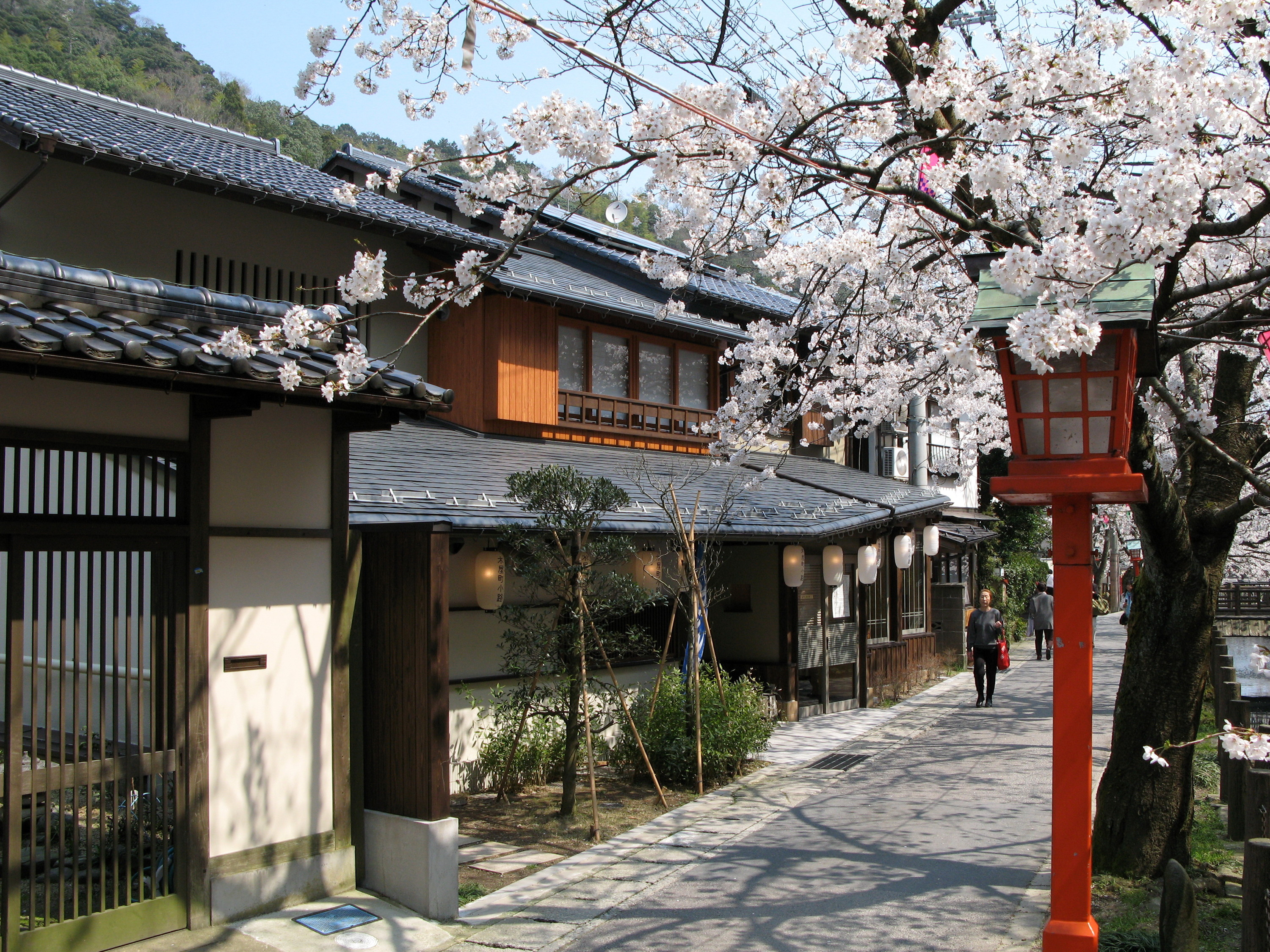
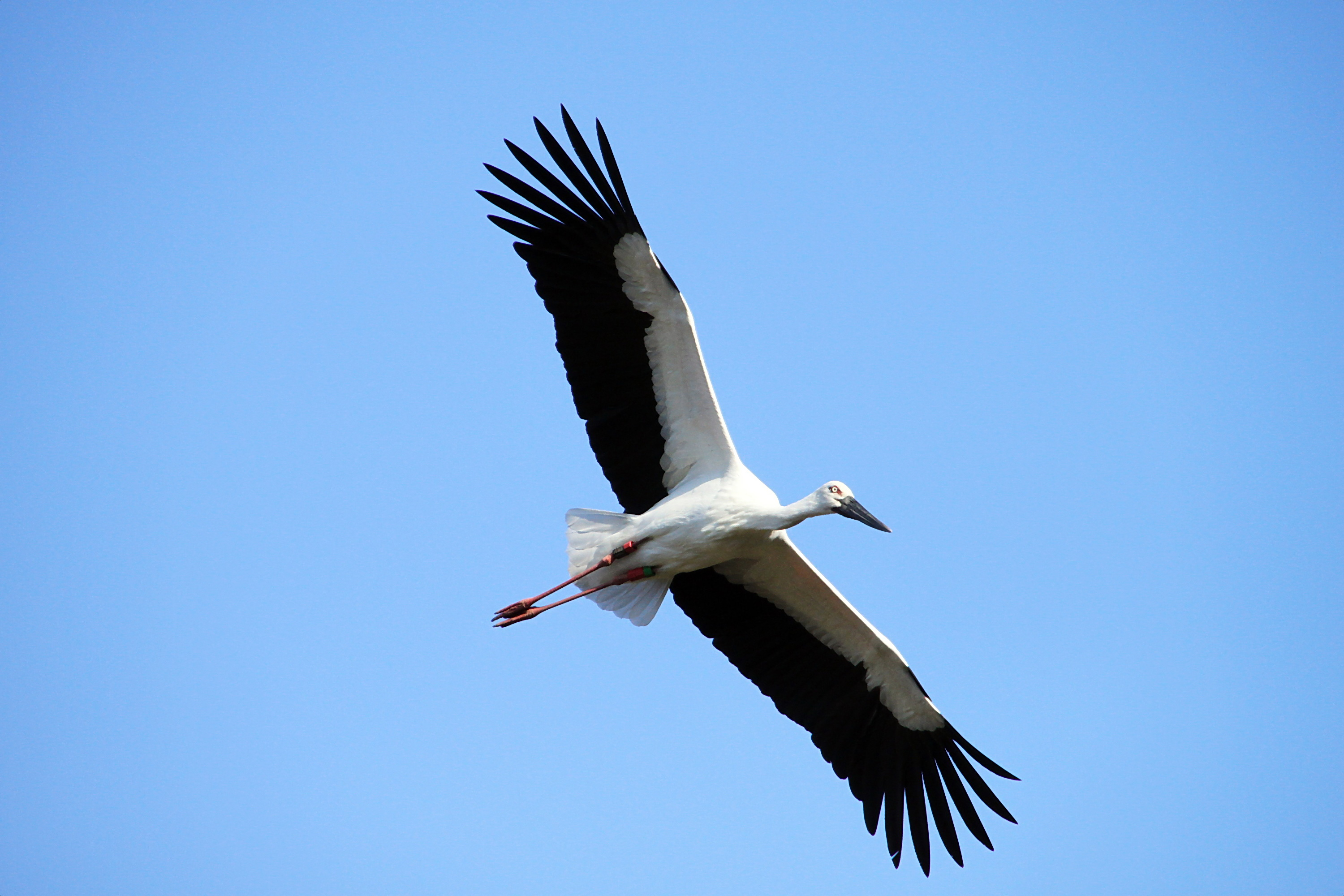
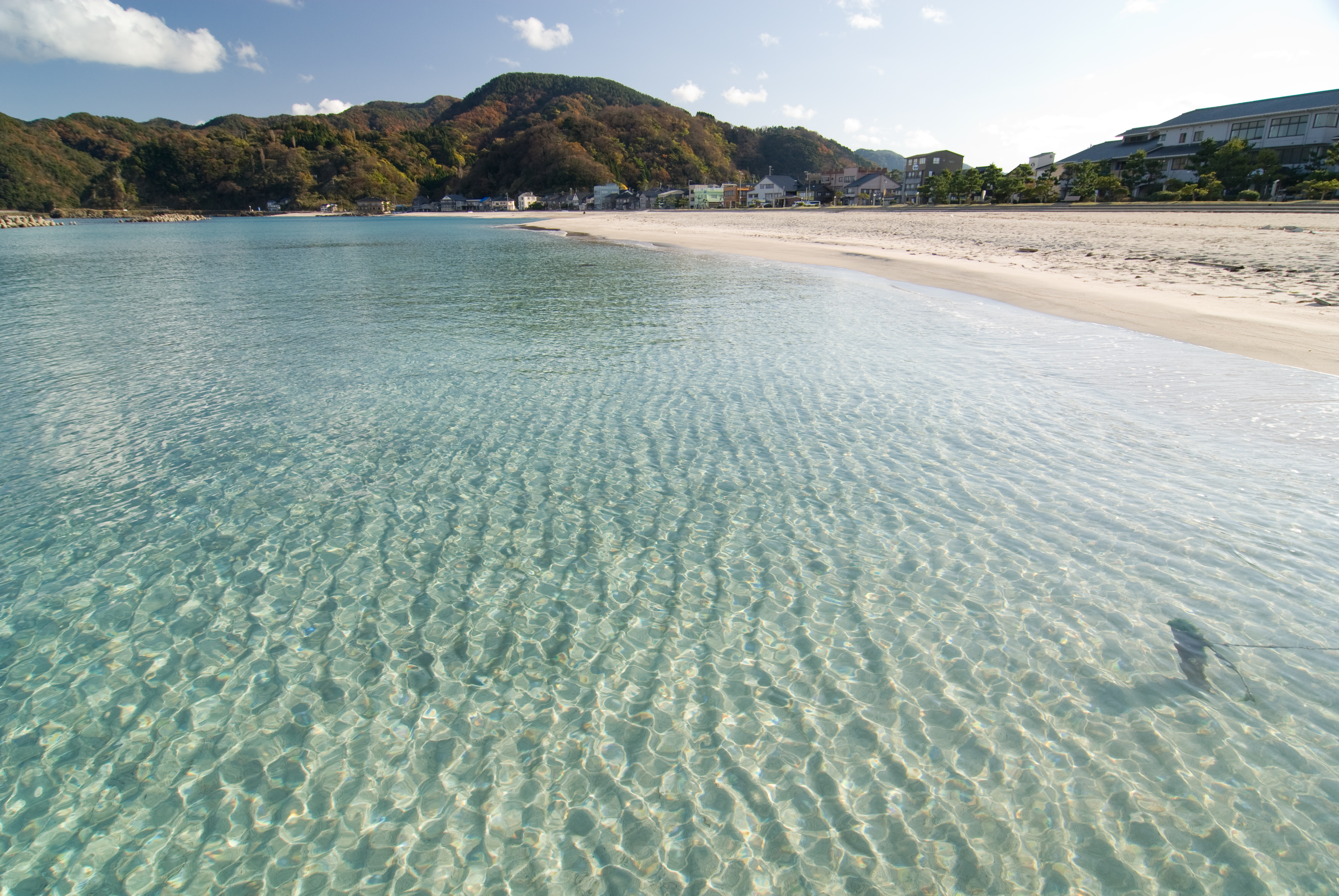
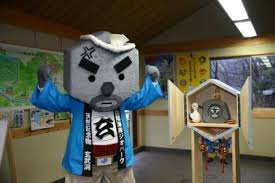
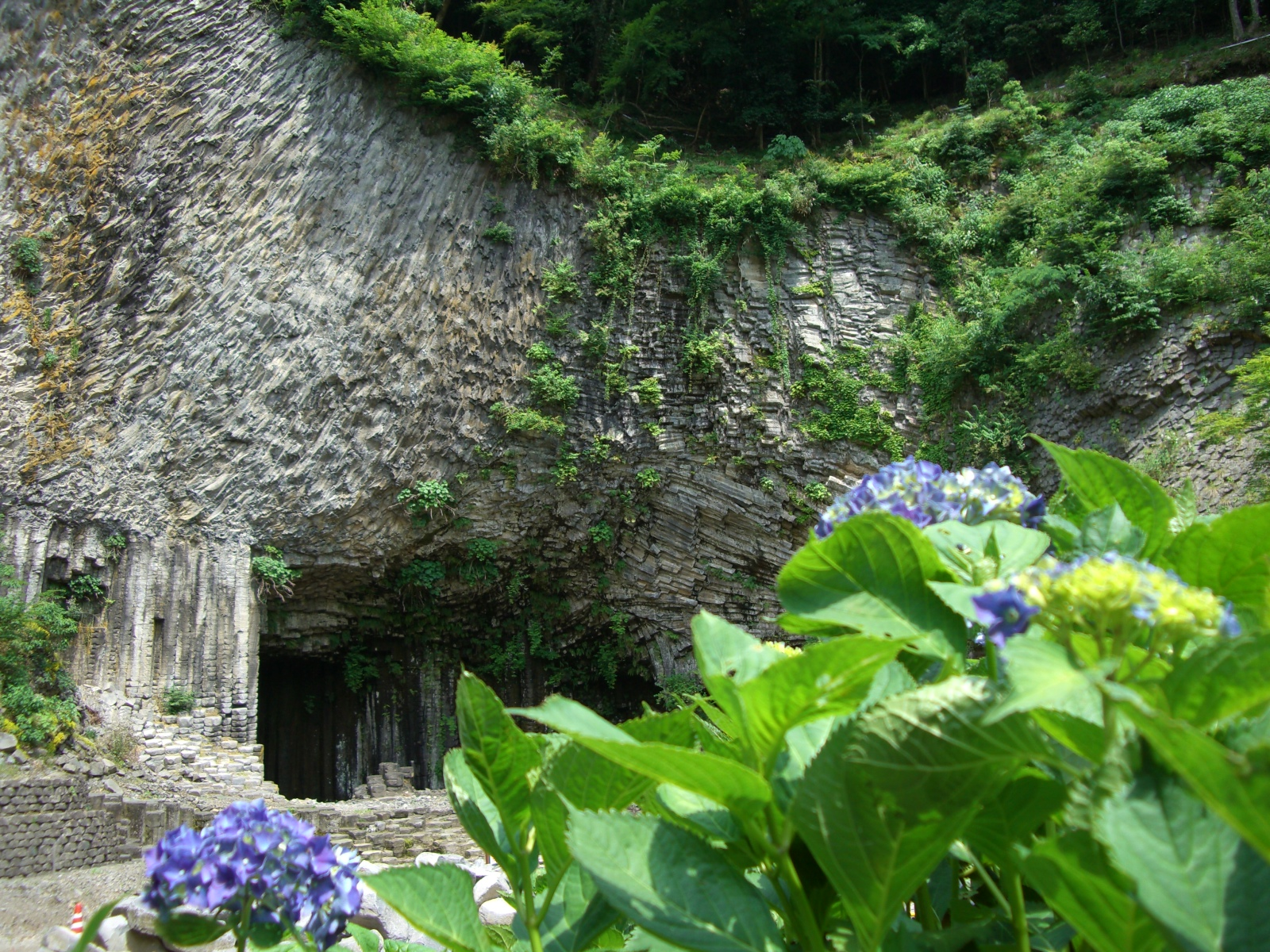

## توأمة
لتويوكا (هيوغو) اتفاقيات توأمة مع:
- لقنت

## أعلام
- ميركل هيكارو
- كاوري اينو